# A Száműzött
A Száműzött a Kárpátia Zenekar 2013. augusztus 20-án megjelent nemzeti rock albuma.

## Számlista
1. A száműzött (Petrás J. – Back Z. – Szijártó Zs.)
2. Busó rege (Petrás J. – Back Z. – Szijártó Zs.)
3. Otthon vagyok (Petrás J. – Back Z. – Szijártó Zs.)
4. Egy szökött hadifogoly éneke (Petrás J. – Back Z. – Szijártó Zs.)
5. Vendégség (Petrás J. – Back Z. – Szijártó Zs.)
6. Góg és Magóg (Ady Endre – Petrás J.)
7. Segíts emlékeznem (Petrás J. – Back Z. – Szijártó Zs.)
8. Gárda induló (Petrás J.)
9. Hej tulipán (Thököly Vajk – Petrás J.)
10. Hintaló (Petrás J. – Back Z. – Szijártó Zs.)
11. Vallomás (Petrás J. – Back Z. – Szijártó Zs.)
12. Légiós dal (Petrás J. – Lengyel katonadal)
13. Az utolsó szó jogán (Petrás J. –  Aradi tizenhárom)

## Közreműködők
- Bäck Zoltán – ritmusgitár
- Petrás János – vokál, basszusgitár
- Szijártó Zsolt – szólógitár, vokál
- Galántai Gábor – billentyűs hangszerek
- Bankó Attila – dobok
- Bene Beáta – furulya
- Boros Béla – vokál
- Chorda kórus – ének
- Cserfalvi Zoltán – vokál
- Egedy Piroska – cselló
- Helyey László – vers
- Katona "Főnök" László – vers
- Pataki Gábor – vokál
- Ratkai "Retek" Miklós – vokál
- Schiszler Zsolt – trombita
- Szécsi Attila - hegedű

## Érdekességek
A Kárpátia zenekar tízéves fennállásának tiszteletére a zenekar az Egy szökött hadifogoly éneke, A hintaló, a Busó rege és A száműzött c. dalokhoz videóklipet forgatott.
Az eredeti Magyar Gárda-indulót szintén a Kárpátia hangszerelte.
A Légiós dal szerepel a Legio c. válogatásalbumon, annak ellenére, hogy az eredeti dalt tartalmazó album még meg sem jelent.
A kiadvány további érdekessége, hogy az albumon közreműködik Helyey László Jászai Mari-díjas színész, aki összetéveszthetetlen orgánumát kölcsönzi a prózai betétekhez.

## Külső hivatkozások
- Kárpátia hivatalos oldal